# Ештіа
Ештіа (груз. ეშტია) — село в Грузії.
За даними перепису населення 2014 року в селі проживає 1691 особа.